# Livro de jurisprudência siro-romano
O Livro de jurisprudência siro-romano é uma compilação do século V de textos legais que sobreviveu em vários manuscritos siríacos, armênios e árabes de diferente escopo; dentre os manuscritos sobreviventes o mais antigo deles é uma cópia do século VI, atualmente no Museu Britânico. Segundo Michael Maas, a obra representa um universalismo romano-cristão, embebido na noção de que as leis dos imperadores romanos cristãos suplantam as leis dos demais povos, que converge com as tradições locais.
A autoria ainda é controversa, uma vez que num dos manuscritos cita-se como autor um certo Ambrósio, contemporâneo do imperador Valentiniano, enquanto em outro diz-se que foi obra de Teodósio (I ou II) e Leão I, o Trácio (r. 457–474); ambas são rejeitadas pelos autores. Considerando que primariamente a obra lida com problemas de direito familiar, sucessão e propriedade de escravos, o estudioso E. Seidl sugere que serviu às necessidades das cortes episcopais. De todo modo, certas regulamentações contidas na obra são obsoletas para o século V.